# 切爾納特鄉 (科瓦斯納縣)

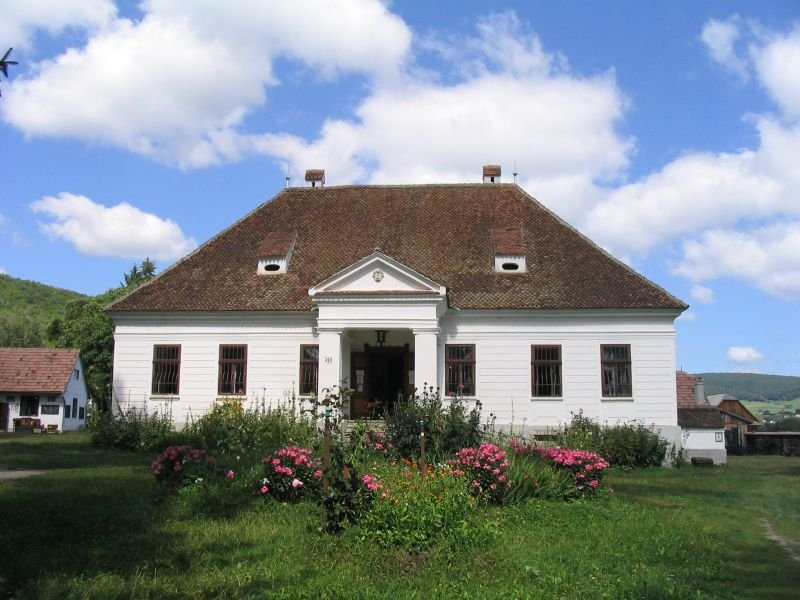

45°57′0″N 26°2′0″E / 45.95000°N 26.03333°E
切爾納特鄉（羅馬尼亞語：Comuna Cernat, Covasna），是羅馬尼亞的鄉份，位於該國中部，由科瓦斯納縣負責管轄，面積129平方公里，海拔高度565米，2007年人口4,000，人口密度每平方公里31人。